# Lepsze jutro
Lepsze jutro (kor.: 무적자 / Moo-jeok-ja) – południowokoreański dramat filmowy z 2010 roku w reżyserii Song Hae-sunga. Remake hongkońskiego przeboju Byle do jutra (1986) Johna Woo. Zdjęcia kręcono w Seulu. Premiera odbyła się 3 września 2010 roku.
Film zarobił 10 751 422 dolarów.

## Obsada
- Song Seung-heon – Yeong-choon
- Joo Jin-mo – Kim Hyeok
- Kim Kang-woo – Kim Cheol
- Jo Han-sun – Tae-min
- Seo Tae-hwa – prokurator Jo
- Lee Geung-young – porucznik Park
- Kim Ji-yeong – ciotka
- Kim Hae-gon – prezes Jeong
- Lim Hyeong-jun – detektyw Lee
- Bae Jung-shik – oficer śledczy
- Seo Wang-seok – gangster Lee Hyeong-gil
- Lee Sin-seong – Gwang-hee